# Pu bu

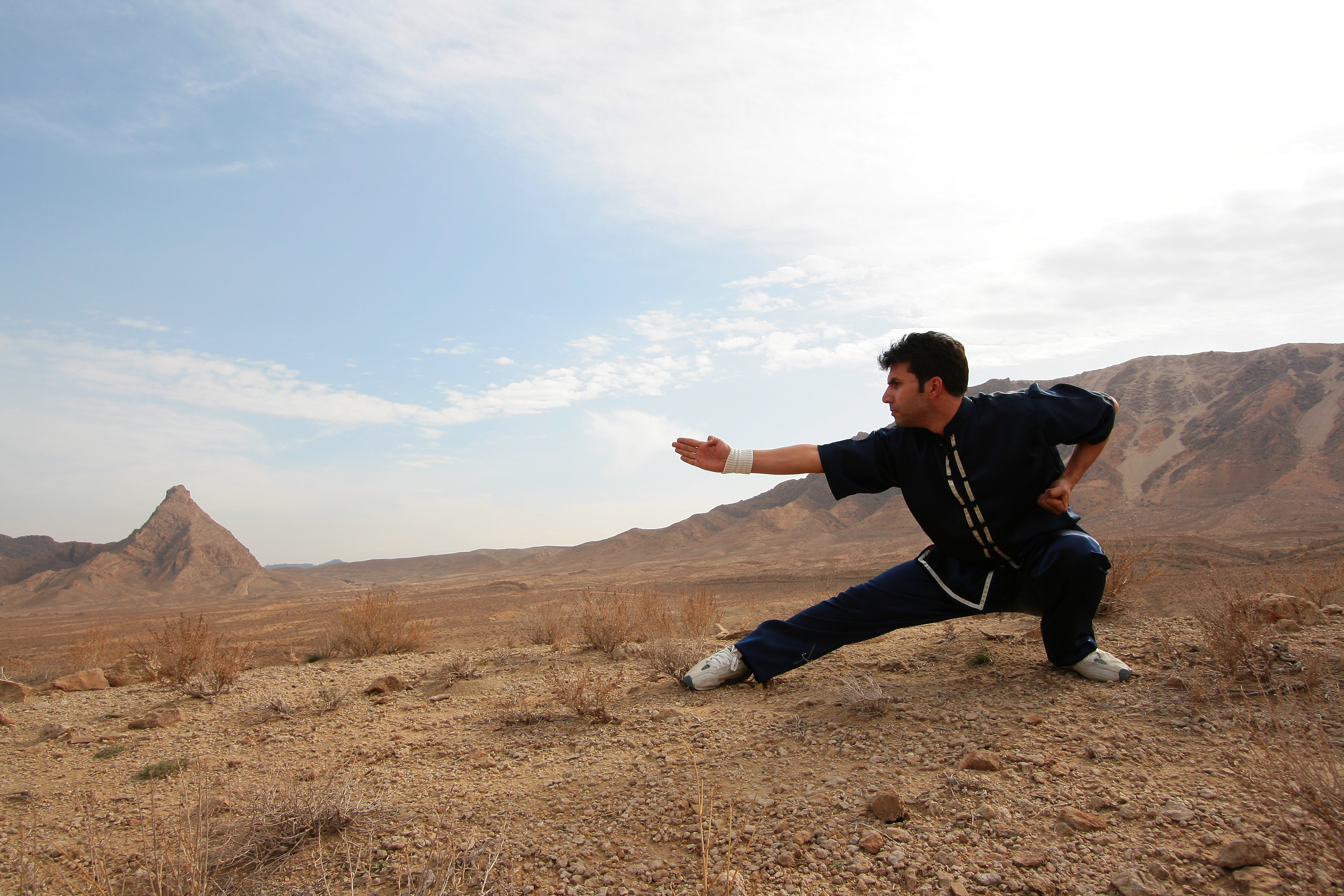
En man i Pu bu position

Pu bu (仆步 ibland fu hu bu) är en ställning inom kineisk kampsport som kännetecknas av utövarens fötter är parallella i en squatliknande position och där kroppsvikten förläggs på ena benet. Dock i likhet med ma bu kan olika kungfu-stilar applicera ställningen på olika karaktäristiska vis. Ställningen används bland annat defensivt gentemot höga hoppsparkar.   